# Javier Bátiz
Javier Isaac Medina Núñez (Tijuana, Baja California, 3 de junio de 1944-Tijuana, Baja California, 14 de diciembre de 2024),conocido  Javier Bátiz o El Brujo, fue un guitarrista mexicano, precursor del rock de México.

## Biografía y carrera
Javier Isaac Medina Núñez nació el 3 de junio de 1944 en Tijuana. En 1957 fundó un grupo llamado Los TJ's con el que recogió influencias musicales que se recibían en las ciudades fronterizas mexicanas de la música negra, blues y R&B de gente como T-Bone Walker, Muddy Waters, B.B. King, Chuck Berry, Howlin' Wolf, James Brown, entre otros.[cita requerida]
En 1963, Bátiz se mudó a la Ciudad de México. Tres de los integrantes de Los Rebeldes del Rock, los hermanos Tena (Waldo, Américo y Polo), contrataron a Javier para sustituir al cantante Johnny Laboriel, ya que éste pretendía continuar con su carrera como solista. Los hermanos Tena habían visto actuar a Medina en un club de Tijuana llamado Convoy Club. El propósito de que Bátiz se convirtiera en el cantante de los Rebeldes del Rock no fue posible, debido a la diferencia en su estilo y actitud; Javier venía influido por el rock and roll nacido de la música negra, y Los Rebeldes de Rock ya tenían un estilo y mercado definidos.[cita requerida]
Ya como solista actuó en "La Fusa", uno de los primeros cafés cantantes de los años sesenta en la Ciudad de México; ahí, Javier invitó a dos elementos de los TJ's de Tijuana para que lo acompañaran; después, con gran éxito desarrolló una temporada en el legendario Harlem, influyendo incluso a pandillas de motociclistas famosos y temibles de aquel entonces como el caso de "Los nazis" de la colonia Portales.[cita requerida]
Para 1968 Javier Bátiz se convirtió en una figura famosa del mundo del blues en México y fue contratado para tocar en el bar Terraza Casino, lo que le generó una temporada exitosa. Personalidades de todas las esferas sociales se reunían todas las noches para acusar llenos impresionantes en ese lugar, incluyendo políticos, artistas e intelectuales. Esa popularidad lo llevó a presentarse en 1969 el primer concierto masivo al aire libre en México celebrado por autoridades del entonces Departamento del Distrito Federal en la Alameda Central y en donde, según cálculos de testigos presenciales, Javier tocó ante una audiencia de por lo menos 18 mil personas.[cita requerida]
Tanto para Javier Bátiz como para la mayoría de los exponentes del rock, la década de los setenta se volvió crítica a partir de la realización del Festival de Avándaro en 1971, evento en el que Bátiz no participó, porque su actuación en el Terraza Casino no le permitió trasladarse al festival a tiempo, por carretera.[cita requerida]
En 1969, Jim Morrison and The Doors realizaron cuatro presentaciones en México. Al final de los conciertos, el solitario Morrison huía hacia otros bares de la Ciudad de México. El "Terraza Casino" fue uno de ellos. Allí tocaba todas las noches Javier Bátiz. Éramos amigos, nos conocíamos desde 1967, en un lugar llamado Whiskey a Go-Go, en Hollywood CA, recuerda Bátiz. No era extraño entonces que lo visitara en el Terraza Casino, donde Bátiz tocaba todas las noches de las 12 de la noche hasta las 5 de la mañana.[cita requerida]
"Morrison llegaba después de su show, a la 1 o 1:30 de la mañana, se iba caminando dos o tres cuadras, por todo Insurgentes –los dos lugares estaban en la misma avenida–, para verme tocar", dice Bátiz. "El se ponía muy borrachito y yo tocaba". Para Bátiz la presencia de Morrison no significaba más que la visita de un amigo. "En ese tiempo todos éramos iguales, las super estrellas eran otras, y los músicos éramos músicos y nada más". Por eso, dice, ser amigo de grandes artistas, de grandes y buenos músicos, no era cosa extraordinaria.[cita requerida]
Es reconocido como profesor de gente como: Carlos Santana, Álex Lora, Abraham Laboriel, Fito de la Parra (Canned Heat) y Guillermo Briseño. Carlos Santana siempre ha sido reconocido como el creador del sonido de Javier Bátiz. 
En el año 2000 participó en el Disco Boogie 2000 de Canned Heat, con el tema "The world of make believe", canción que ocupó los primeros lugares en Europa, lo que le valió para viajar con Canned Heat de gira por Milán, Ceseña, Terramo y Nápoles, en Italia. Presentó su Grabación Metro mental para que apareciese el genio setentero con un tratamiento actual en arreglos y producción de Tony y Beto Méndez y colaboraciones especiales de Álex Lora, Lalo Toral (Los Locos de Ritmo), Guillermo Briseño, Nando Estévane y Fernando Bahauks, entre otros.[cita requerida]
En el 2001, presentó un material inédito que se grabó en los 60, llamado El rock de los 60 con Javier Bátiz, que fue reconocido en diferentes espectáculos.[cita requerida]
Por su trayectoria musical, se creó de él una figura artística en el Museo de Cera de la ciudad de Tijuana.[cita requerida]
Entre 2003 y 2004 presentó seis volúmenes del disco Baúl del Brujo. En 2005 presentó una selección de 3 discos llamados Alas Sesiones de Bátiz donde se encuentran canciones inéditas de su autoría. Colaboran en él, artistas como Macaria, Valerie Jodorowski y Baby Bátiz, entre otros.[cita requerida]
En 2008 presentó el disco El Brujo USA, así como el documental Hecho en México por Fito de la Parra, en Estados Unidos y presentaciones en Santa Ana, CA, en El Whisky a Go-Go de Hollywood, así como en el Festival Blues Fest, también en su libro El vuelo del Ángel.[cita requerida]
En 2015 Bátiz regresa con un nuevo disco, inédito, titulado "El laberinto del brujo", bajo la producción del productor y compositor Guillermo Sánchez Guzmán. El primer sencillo del álbum se titula "La flor del Sans Souci" y está inspirado en una bailarina de nombre Flor que trabajaba en el bar Sans Souci de la avenida Revolución de Tijuana, y que protegía a los músicos (adolescentes, en ese entonces) del lugar Carlos Santana y Javier Bátiz.[cita requerida]
El Congreso de Baja California le otorgó en el 2024 un reconocimiento a su carrera.

### Muerte
Según su esposa, Bátiz falleció por complicaciones del cáncer (neumonía) durante la tarde del sábado 14 de diciembre de 2024.

## Discografía
- Javier Bátiz and thtango e Famous Finks (Peerless/Eco, 1963)
- Javier Batiz USA (Brunswick, 1968)
- Bátiz and hair	(Orfeón, 1968)
- Coming home (Atom/star, 1969)
- Rockin' with the king (Atom/star, 1970)
- Love you girl (Atom/star, 1971)
- Bátiz y su onda (Orfeón, 1973)
- Di si tú te acuerdas de mí (Sonart, 1971)
- Pacífico jardín (Sonart, 1971)
- Ella fue (Orfeón, 1976)
- Esta vez (Fotón, 1984)
- Radio complacencias (Fotón, 1985)
- Esta vez, segunda vez (R.H, 1989)
- Di si tú te acuerdas de mí (Denver, 1994)
- Me gusta el Rock (Denver, 1996)
- La casa del sol naciente (Denver, 1997)
- Tierra de nadie (Denver, 1998)
- Metromental (Denver, 2000)
- El Rock de los años 60’s (Orfeón, 2001)
- En vivo desde el Zócalo Vol. 1 y 2 (Denver, 2002)
- El Baúl del Brujo Vol. 1, 2, 3 y 4 (Denver, 2003)
- Javier Bátiz The USA Sessions Canned Heat Records (Denver, 2004)
- El baúl del Brujo Vol. 5 y 6 (Denver, 2005)
- 16 éxitos de Javier Bátiz (Denver, 2006)
- Sesiones 1 (Denver, 2007)
- Sesiones 2 (Denver, 2007)
- Sesiones 3 (Denver, 2007)
- El Brujo en USA Denver, 2008)
- El laberinto del Brujo (2015)
- Tino Contreras & Javier Bátiz Live Session (Cecut, 2017)
- Porque puedo, porque quiero y porque se me da la gana, Vol. 1 (Ranchero) (RAI Ensamble, 2024)
- Porque puedo, porque quiero y porque se me da la gana, Vol. 2 (Norteño) (RAI Ensamble, 2024)
- Porque puedo, porque quiero y porque se me da la gana (Edición especial) (RAI Ensamble, 2024)

### Sencillos
- Noches tristes / Nocturnal (Xec 1959, grabado en 78 rpm)
- Twist despacio / Puré de papas (RCA Víctor 1960)
- Hombre solitario / Ven a surfear (Astro 1963)
- Inventando qué sueño / Noches tristes (Peerles/Eco 1964)
- Tiempo de verano / No me critiques (Peerles/Eco 1964)
- Calles solitarias / Jimbalaya (Peerles/Eco 1964)
- No tengo hogar / La ahorcada (Peerless/Eco 1965)

## Videos
- El Brujo en Vivo desde el Zócalo Vol. 1 (Discos y cintas Denver, 2003)
- El Brujo en Vivo desde el Zócalo Vol. 2 (Discos y cintas Denver, 2003)
- El Brujo en Vivo desde el Zócalo (Discos y cintas Denver, 2003)
- Adams Street Ave en San Diego CA (?, Bátiz Entertainment)